# Serranus notospilus
Serranus notospilus es una especie de peces de la familia Serranidae en el orden de los Perciformes.

## Morfología
Los machos pueden llegar alcanzar los 10 cm de longitud total.

## Distribución geográfica
Se encuentra desde el noroeste de Florida y Yucatán (México) hasta el norte de Sudamérica.